# Münzbruch

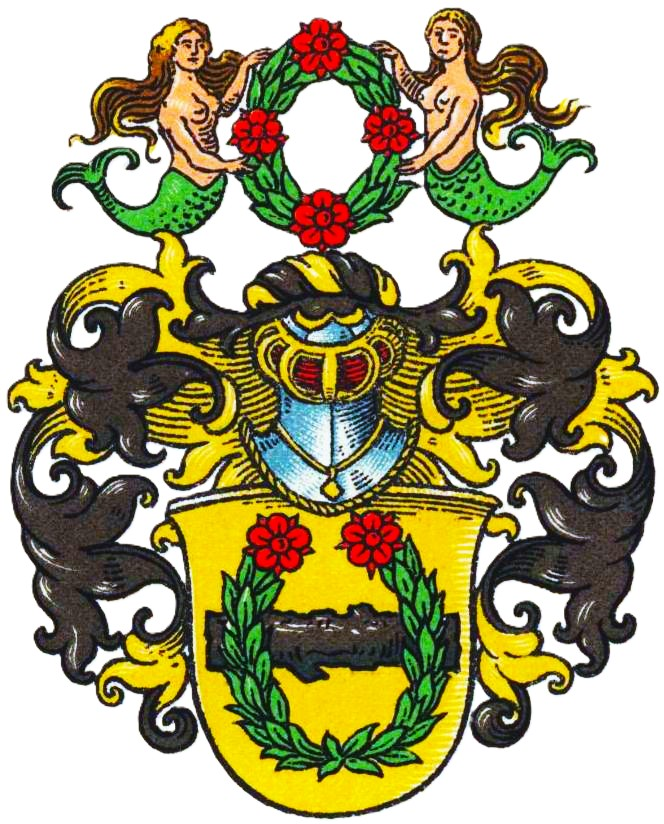
Wappen derer von Münzbruch im Wappenbuch des Westfälischen Adels

Münzbruch (auch Meier/Meyer/Mayer von Münzbruch/Monsbruch o. ä.) ist der Name eines erloschenen schwedisch-niedersächsischen Briefadelsgeschlechts.

## Geschichte
Das Geschlecht beginnt seine Stammfolge mit Hugo Meier, der in den Jahren 1585–1625 erster Prediger an der lutherischen Sylvesterkirche in Quakenbrück war. Dieser wurde mit dem Prädikat „von Münzbruch“ in den königlich-schwedischen Adelsstand erhoben. Sein Sohn Obristleutnant Conrad Meyer von Münzbruch († 1682) brachte es unter schwedischer Herrschaft zu Einfluss und Reichtum. Er war Vizedrost zu Wittlage, Grönenberg und Hunteburg sowie Oberrentmeister des Hochstifts Osnabrück. Verheiratet war Conrad in erster Ehe mit Anna Clara von Quernheim, Tochter von Johann von Quernheim und Marie von Bar, in zweiter Ehe mit Johanna Elisabeth von Brawe († nach 1701), Witwe des 1653 verstorbenen Philipp Adolf von Frese. Am 31. März 1649 kaufte Conrad von seinem Schwiegervater erster Ehe das Gut Twiestel nördlich von Alfhausen, auf dem die Stammlinie der Familie bis Ende des 18. Jahrhunderts ansässig war. Eine Schwester Conrads war mit Henrich Engelbert von Lagen zu Sögeln verheiratet.
Hermann Meyer von Münzbruch († 1662), Drost von Fürstenau und Vörden, wurde 1634 von Gustav Gustavson zum schwedischen Statthalter im Stift Osnabrück bestallt. Das Amt hatte er bis 1643 inne. 1651 wohnte Hermann zusammen mit Caspar von Quernheim zu Haus Südholz (Suidholte) in Bakum.
Conrad Meier von Münzbruch zu Twiestel hatte neben einer Tochter namens Jakobina Elisabeth von Münzbruch (1660–1688), die mit Dietrich Georg von Varendorff (1642–1711) zu Haus Rieste bei Bersenbrück verheiratet war, auch einen Sohn namens Gustav Adolf von Münzbruch († 1696), der als junger Mann von 17 Jahren die Schule in Bremen besuchte. Dort geriet er am 4. März 1678 abends im Kaufhaus in einen Streit, in dessen Verlauf er seinen Kontrahenten, einen Bremer Bürgerssohn, mit dem Degen tötete. Nach zwei Tagen Flucht innerhalb Bremens wurde Gustav Adolf ergriffen und nach zwei weiteren Tagen zum Tode verurteilt. Zum Vollzug der Todesstrafe kam es jedoch nicht, weil sein Vater sehr zum Unwillen der Bremer eine kaiserliche Begnadigung erwirkte. Sohn Gustav Adolf von Münzbruch wurde nach dem Tod seines Vaters Herr zu Twiestel und heiratete Marie Odilia von Wulfen. Er starb am 10. Februar 1696. Die Eheleute hatten mehrere Kinder, die zum Zeitpunkt des Todes des Vaters aber noch minderjährig waren, u. a. Maria Ottilia Clara von Münzbruch († 1716), ab 1715 verheiratet mit Christian Ludwig von Freytag. Nachdem Sohn Johann Friedrich Hilmar von Münzbruch die Großjährigkeit erreicht hatte, nahm dieser 1712 das bis dahin unter vormundschaftlicher Verwaltung stehende Gut Twiestel in Besitz. Johann Friedrich Hilmar von Münzbruch war in erster Ehe mit Judith Catharina von der Horst († 1730) zu Gut Vinkenburg (Bohmte) und in zweiter Ehe mit Wilhelmine Charlotte von Steuben verheiratet. Die Eheleute hatten mindestens drei Söhne: Gustav Adolf von Münzbruch, Wilhelm Dietrich von Münzbruch, Stallmeister zu Herford, und Carl Ludwig von Münzbruch. Letzterer verkaufte Gut Twiestel um 1790 an den Oberforstmeister Carl August Friedrich von Voß.
Die Familie erlosch im Mannesstamm mit dem Tod von Carl Ludwig von Münzbruch († 1803), Oberstleutnant a. D.

## Wappen
Blasonierung: In Gold ein schwarzer balkenweis gelegter gestümmelter Baumstamm, darüber gelegt ein grüner Kranz, oben mit zwei roten Rosen belegt. Auf dem schwarz-golden bewulsteten Helm mit schwarz-goldenen Helmdecken zwei Seejungfrauen mit grünen Fischschwänzen, die einen grünen Kranz mit vier roten Rosen halten.